# Smart Cine
L'Smart Cine va ser una sala d'exhibició cinematogràfica ubicada al carrer Gran de Gràcia, cantonada amb el carrer de Ros de Olano de Barcelona. Va obrir les portes l'any 1910. El dia 7 de maig de 1939 (després de la Guerra Civil) va ser l'últim dia que projectà films amb aquest nom. El setembre del mateix any canvià el nom per Cine Proyecciones. El Proyecciones va tancar el 12 d'abril de 1970.
Aquest cinema és citat a l'obra La plaça del Diamant de Mercè Rodoreda, en el qual la senyora Enriqueta hi té una parada de castanyes. Aquesta ubicació hi apareix anomenada com a "cantonada de l'Smart".